# Bephratelloides cubensis
Bephratelloides cubensis är en stekelart som först beskrevs av William Harris Ashmead 1894.  Bephratelloides cubensis ingår i släktet Bephratelloides och familjen kragglanssteklar. Inga underarter finns listade.